# Saga de la pluie de météores
La saga de la pluie de météores est un arc de la série télévisée South Park. Elle se compose de 3 épisodes et présente une certaine complexité dans l'intrigue.

## Épisodes concernés
- Orgie de chat
- Deux hommes nus dans un jacuzzi
- Les Scouts juifs

## Déroulement de la soirée
Les trois épisodes comprennent des évènements qui les relient entre eux. Ce principe est souvent utilisé dans les séries télévisées à l'instar de Buffy contre les vampires, Urgences ou Lost.
On ne peut pas parler de réelles similitudes mais de faits qui se rejoignent. Par exemple dans Les Scouts Juifs, Kenny veut rentrer en stop. Il croise alors les fourgons de l'ATF, or c'est cette même ATF qui encerclait la maison de M. Mackey (où se tenait la soirée) dans Deux hommes nus dans un jacuzzi. On suppose que Kenny croise donc les renforts de l'ATF en route pour la maison de M. Mackey. Plus généralement, les trois épisodes débutent par l'évocation de la soirée organisée par M. Mackey.
Pendant la pluie de météores, Cartman enregistre Shelley et Skyler, et le chef de la synagogue antisémite invoque Amon.
Cet arc permet aux créateurs d'utiliser les personnages secondaires comme des personnages principaux. Ainsi, Shelley, Pip, Butters, Dougie, Kitty le chat, Skyler et Ike trouvent des rôles à leur mesure.